# Simulium brevicorne
Simulium brevicorne är en tvåvingeart som först beskrevs av Rubtsov 1964.  Simulium brevicorne ingår i släktet Simulium och familjen knott. Inga underarter finns listade i Catalogue of Life.